# Lema (lingüística)

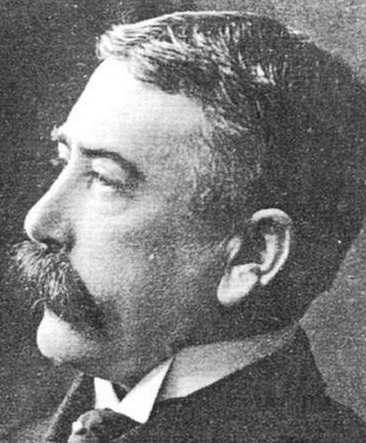
Ferdinand de Saussure, lingüista suizo del, que inspiró un enfoque científico de la lingüística.

En lingüística, el lema (o ítem lexical) es una unidad autónoma constituyente del léxico de un idioma. Es una serie de caracteres que forman una unidad semántica y que puede constituir una entrada de diccionario. En el vocabulario corriente, lema es frecuentemente usado como sinónimo de palabra, noción a la que sin duda le falta claridad. Un enunciado es una sucesión de lemas, y un lema es una sucesión de morfemas.
Cada lema posee un significante y un significado únicos, en el sentido que sus denotaciones —sentido propio— y sus connotaciones —sentido figurado— agregadas a sus modos de empleo, no quedan representados en ningún caso por otro lema. Por ejemplo en francés, los lemas sinónimos travailler y trimer no son idénticos, aún haciendo abstracción de la diferencia de significante. En efecto, y a pesar de que ambos están asociados a la misma denotación, «hacer un esfuerzo con el objetivo de obtener un resultado», el primero pertenece al uso corriente, mientras que el otro usualmente se aplica al trato familiar. El primero posee una connotación neutra o positiva, mientras que el segundo es francamente peyorativo, pues se asocia a un esfuerzo penoso o desagradable. Por cierto, deberá entenderse que cada uno de estos dos lemas tienen un campo semántico único y propio: el léxico en ningún caso es redundante.

## Constitución de lemas
En las lenguas indoeuropeas (como el francés y el inglés), los lemas están constituidos de fonemas agrupados en morfemas. Un lema como por ejemplo anticonstitutionnellement (en francés), se analiza así: [ɑ̃tikɔ̃stitysjɔnɛl(ə)mɑ̃] 
- Se distinguen diecinueve o tal vez dieciocho fonemas, según que pronunciemos o no la e inestable (la e caduc).
- En diacronía posee un radical de origen latino, sta- / sti-.
- Y en sincronía está constituido de seis morfemas:

| prefijos | prefijos | lexema  | sufijos | sufijos | sufijos |
| -------- | -------- | ------- | ------- | ------- | ------- |
| anti-    | con-     | -stitu- | -tion   | -nelle  | -ment   |

En otros tipos de lenguas como las lenguas analíticas, el lema se reduce a un lexema o a una colección de lemas (palabra compuesta), sin posible descomposición en varios morfemas, frecuentemente debido a que son términos cortos. Así por ejemplo en mandarín, el lema que equivale a «corazón» es 心 xīn (lema simple o único), y el de «amigo» es 朋友 péngyou (lema compuesto). En este tipo de lenguas, la sintaxis es frecuentemente más rígida que en las lenguas en las que los lemas están frecuentemente formados por varios morfemas, pues nada (o casi nada) permite distinguir las clases lexicales. Así por ejemplo el verbo que significa «comer» se dice 吃飯 chīfàn cuando es empleado sin complemento directo (literalmente: «como comida»), pero se dice en forma más breve 吃 chī cuando el complemento está indicado:
- 我吃飯 wǒ chīfàn «como comida».
- 我吃肉 wǒ chī ròu «como carne».

## Forma de los lemas

Verde oscuro: Lenguas indoeuropeas de fuerte arraigo; Verde claro: Lenguas indoeuropeas minoritarias

### En laslenguas indoeuropeas
Un lema puede ser: 
- Simple: una sola palabra → tendre, amour, jamais;
- Compuesto: una palabra compuesta (unidad formada por varias palabras) → rouge gorge, (s')entre(-)tuer;
- Complejo:
  - un sintagma (grupo de palabras usadas en un sentido preciso, y relacionadas con un tema central) →: vert-de-gris, petit-bourgeois, grand-chose;
  - una expresión compleja → je-ne-sais-quoi, je-m'en-foutiste.

### En otro tipo de lenguas

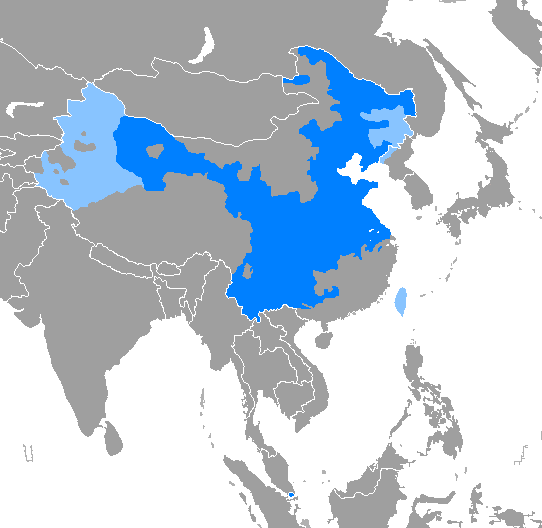
Extensión del Chino mandarín

En chino mandarín por ejemplo, la noción de lema se implementa de una manera diferente, según ya se ha viso antes en este mismo artículo. Una explicación mucho más detallada podrá encontrarse en los wikiartículos Escritura china y Sinograma, y en los documentos que se referencian.

## Autonomía de los lemas
Cada lema que no sea una palabra simple posee una clase lexical y un significado independiente de sus componentes (en esos casos diremos que es un lema complejo). La autonomía señalada radica, para que el lema pueda existir, en el hecho de que no hay necesidad de que el mismo se encuentre asociado a un morfema o a otro lema. Por ejemplo y en francés, garou en loup-garou no es un lema, puesto que garou no puede decirse solo. Del mismo modo, el morfema -ons en marchons tampoco es un lexema independiente pues en un mensaje (en una frase) no debe expresarse en solitario.

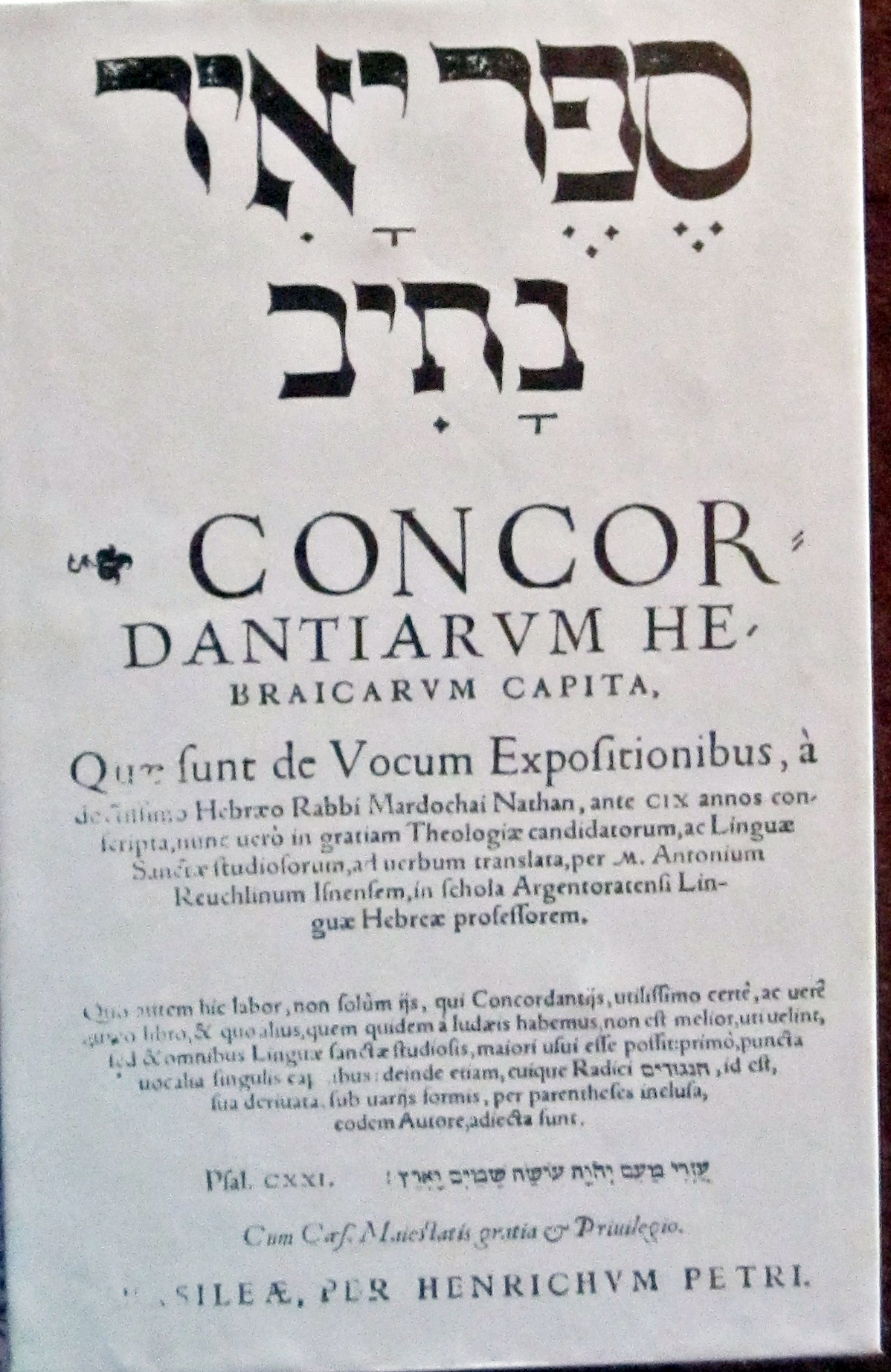
Concordancias de la Biblia hebrea (1556).

Es difícil determinar el inventario exacto de formas relevantes de un lema. Un ejemplo bien conocido es el de los participios del francés:
- En Il est mort, o bien podrá interpretarse el passé composé del francés (passé composé) correspondiente al lema mourir (construido con el auxiliar être": Il est mort en quelques instants), o bien podrá interpretarse el lema être seguido del lema mort (Il est vraiment mort).
- Las últimas ediciones de Bescherelle[7][8] (éd. Hatier[9][10]) se distinguen de las precedentes porque indican la existencia en francés de un gerundio (gérondif) constituido por en + participio presente; según este enfoque, en mourant ("gerundio presente"), y en étant mort ("gerundio pasado") se distinguen dos formas del lema mourir.

Pero también sería admisible de excluir el auxilio o colocación gramatical del campo del análisis en lemas. Según la decisión retenida, una operación automática de reducción de un texto en lemas (para por ejemplo así construir un index o concordancia), hará o no hará aparecer las ocurrencias de être o de en en los ejemplos.

### Sentido del lema compuesto o complejo
Cuando el lema va más allá que la palabra simple, está dotado de un significante independiente de sus constituyentes. Por ejemplo, el lema chou-fleur debe ser comprendido independientemente de chou y de fleur. Obviamente el significado no es ni chou en fleur ni une fleur de chou sino una legumbre bien precisa. De la misma manera, rouge gorge tampoco se relaciona con alguien que tiene la gorge rouge (garganta roja), sino con un tipo particular de gorrión.

### Clase lexical del lema compuesto o complejo
Grippe-sou (cobrador/administrador) es un nombre, a pesar de estar compuesto por el verbo gripper (aprovechar) y por el nombre sou (antigua moneda francesa cuya etimología se remonta al solidus romano). Asimismo, je-m'en-foutiste es una expresión completa formada por los pronombres (je, me, en) junto a una forma adjetival derivada del verbo (s'en) foutre. 
Puede observarse claramente que un lema es completamente independiente del modo de funcionamiento de sus diversos constituyentes: qu'en-dira-t-on es una expresión lexicalizada (con valor de lema) que funciona como un nombre pero no como un sintagma, o sea que el verbo dire (decir) allí no puede conjugase: no se puede decir por ejemplo « le qu'en-disais-tu ».

## Lemas y diccionarios

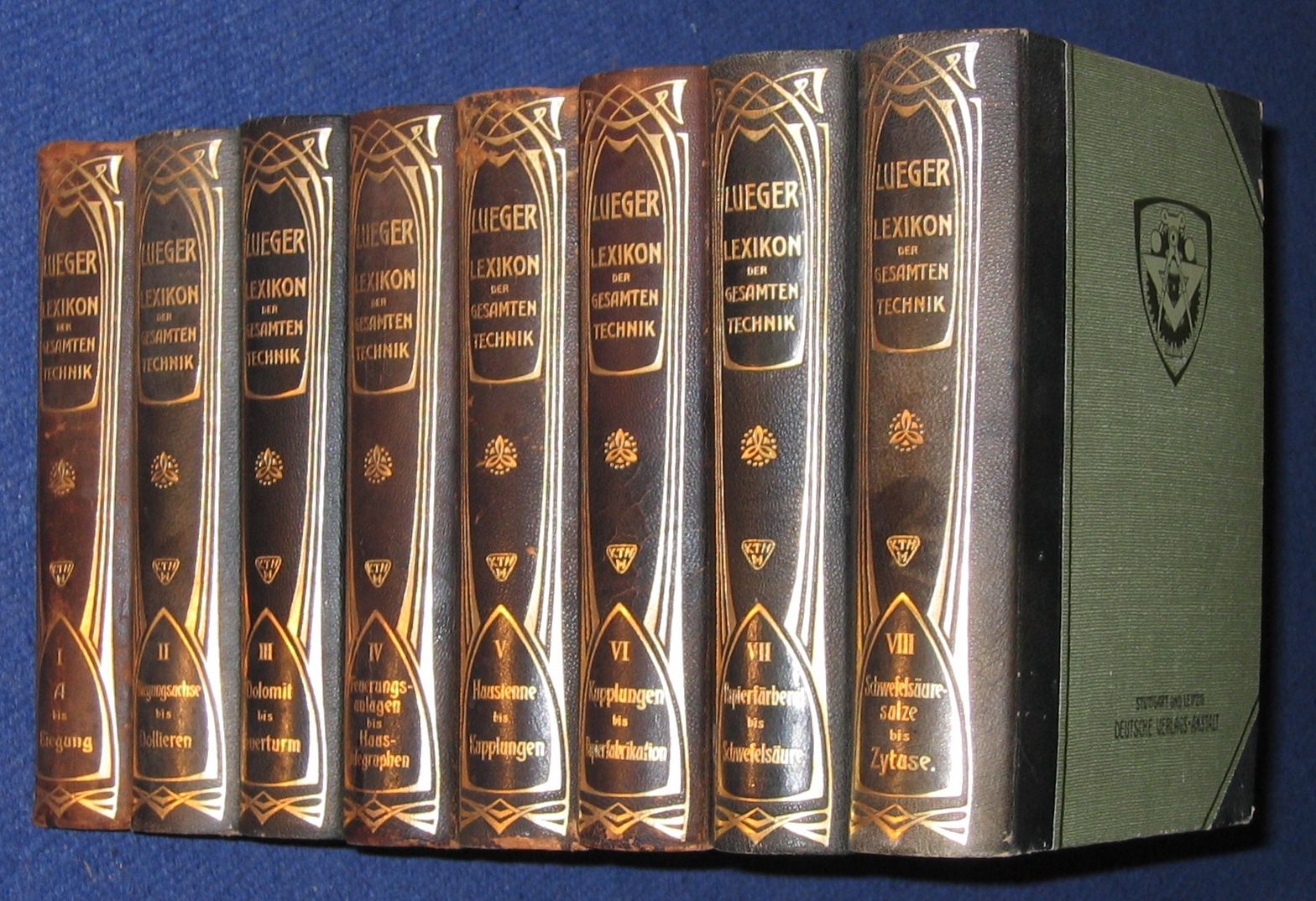
Tomos de una enciclopedia.

Un diccionario clásico contiene los lemas de una lengua, aunque puede no presentar exhaustivamente las distintas formas de esos lemas. Cuando la lengua es flexiva (fusionante) o aglutinante, la entrada en el diccionario se encabeza a través de una forma o expresión dicha canónica: 
- Para los nombres: (1) En singular en las lenguas sin declinación (como por ejemplo el español o el francés: pommes → pomme); (2) en el singular nominativo para el latín (solitudinibus → solitudo) o el griego antiguo (φλεϐῶν / phlebỗn → φλέψ / phléps); (3) en el nominativo o bajo la forma de tema en sánscrito (aśvasya → aśva-, forma sin desinencia); y también (4) bajo la forma absoluta en turco (kaynağın → kaynak); etc.
- Para los verbos: (1) Al infinitivo en español o en francés (mourront → mourir); (2) en turco (okuyordum → okumak), en la primera persona del singular del presente del indicativo, y también en latín (amabimus → amo) así como en griego (ἐλελύκεσαν / elelúkesan → λύω / lúô), etc.

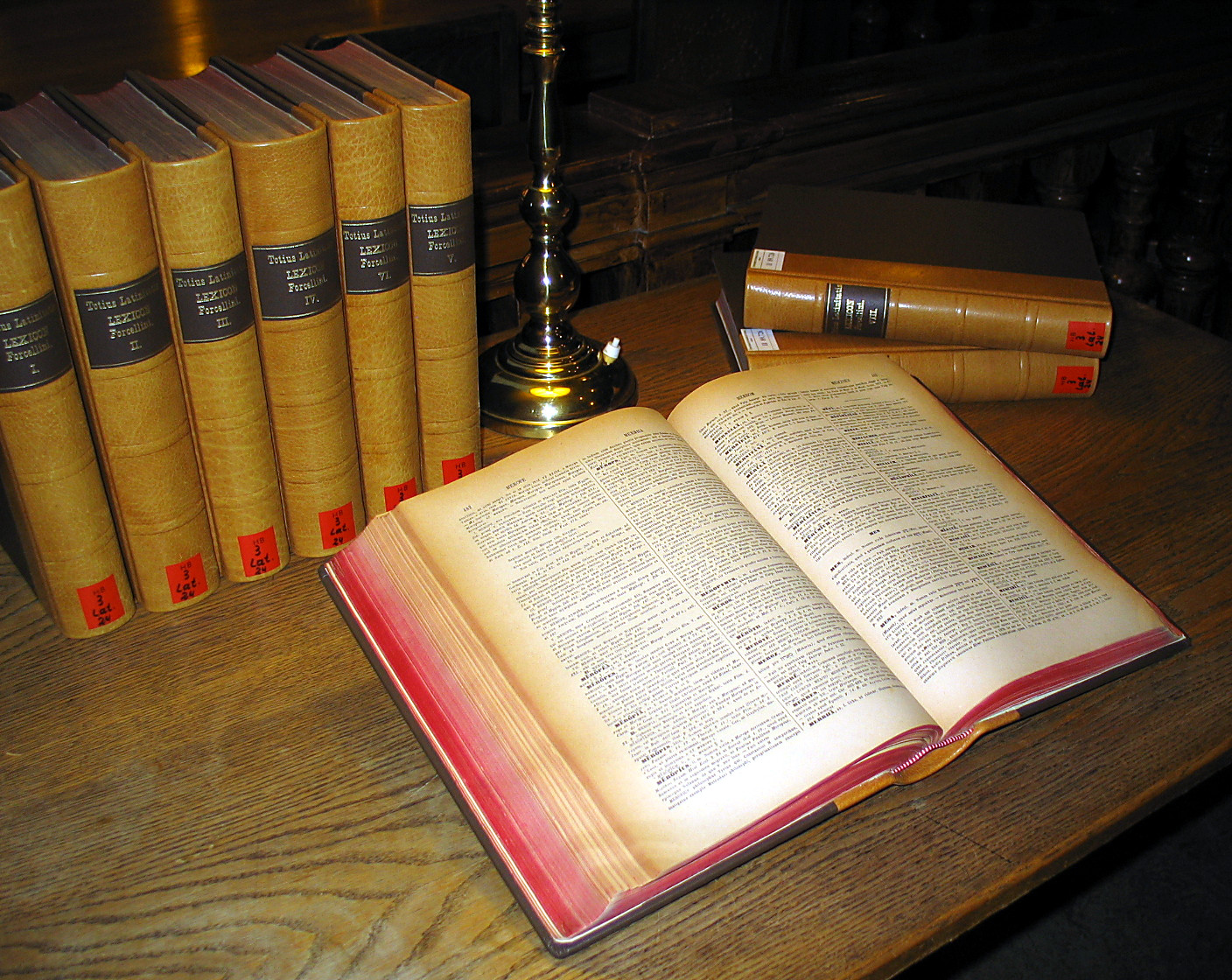
Un diccionario latino multi-volumen en la Biblioteca de la Universidad de Graz.

Las reglas de clasificación de lemas en el diccionario de una lengua, para que puedan ser convenientemente establecidas, necesitan tener bien en cuenta la gramática de la lengua correspondiente, y especialmente cuando la lengua es de tipo flexivo, y muy especialmente, cuando el comienzo de las palabras puede ser modificado por la flexión (la clasificación alfabética de las entradas en el diccionario, se hace analizando desde el comienzo del término y hacia el fin del mismo).
Los métodos de enseñanza de lenguas extranjeras así como los análisis gramaticales que puedan resultar de utilidad, deben poner cuidado en las explicaciones, en cada situación y dada la específica lengua en cuestión de que se trate, y muy especialmente en casos que la correspondiente búsqueda en diccionario pueda ser compleja y alejada de lo que el estudiante o el usuario puede estar acostumbrado. Asimismo y en los diccionarios modernos, las formas difíciles de ciertos lemas reenvían o redirigen hacia el lema canónico, lo que por cierto facilita mucho las cosas. Y en algunas situaciones, puede que además se opte por incluir sistemáticamente todas las formas o casi todas (cf. Wiktionnaire, Wikcionario).
He aquí algunos ejemplos:

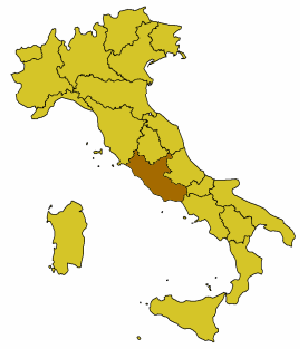
Región del Lacio (Latium) en Italia, donde surgió el latín.

- En el caso del latín, para encontrar la forma poposcerunt se necesita buscar a posco, que es la forma canónica. Un diccionario de esa lengua, como el Gaffiot[18] (Dictionnaire latin français abrégé de Félix Gaffiot,[19] por ejemplo) asimismo presenta poposci indicando que se trata del pretérito perfecto del indicativo[20] de posco. El estudiante que conozca la gramática de esa lengua, sabrá que poposcerunt es la tercera persona del pretérito perfecto del indicativo del verbo posco, « reclamar ». Y una persona sin ningún conocimiento del latín, y que deseara buscar esta forma, no podría saber de antemano que poposci y poposcerunt son dos formas del mismo tiempo y del mismo verbo, lo que obviamente dificultaría mucho sus búsquedas en el diccionario, pues no podría asociar fácilmente poposcerunt con posco. Mucho peor aún sería, si el diccionario no marca el reenvío de poposci a posco, pues no se podría a priori establecer el vínculo, ya que esas dos formas no estarían ubicadas en la misma página.
- También en latín, la forma milites no estaría en ningún diccionario de tipo tradicional, o sea en papel y en forma de libro, salvo que expresamente se lo ligara a su forma canónica miles « soldado ». En efecto, una palabra terminada por -ites podría derivarse de un nombre terminado en -es, y en ambos casos comenzar por las mismas letras. Pero un profano del latín no siempre tendría chance de descifrar, aunque fuera de manera grosera, un determinado texto latino, pues buscar el sentido de las palabras independientemente de la sintaxis, no es siempre posible.
- Por el contrario y siempre en latín, ciertos diccionarios informatizados (como por ejemplo Dictionnaire Latin Contart) son capaces de proveer el lema; entonces, la forma milites se presentaría asociada a su forma canónica miles « soldado », lo que obviamente facilita las cosas. En estos casos buscar por ejemplo "latus", permitiría conocer la forma canónica "fero" y sus sentidos, pero también "latus,a,um" y sus sentidos. Ese es también el principio por el cual se organiza el Wikcionario (el diccionario libre); tales diccionarios por cierto permiten encontrar con gran comodidad los lemas homográficos.

Extensión de los dialectos griegos antiguos
1 a 4: eólico
5: jónico y 6: ático
7 a 14: dórico
15 a 18: noroccidental
19 a 21: arcado-chipriota

- El caso planteado es también frecuente en griego. Esta lengua utiliza aumento lingüístico[21][22] y reduplicación lingüística (consultar Conjugaciones del griego antiguo),[23][24] y en consecuencia la parte inicial de los verbos está frecuentemente alterada. Aun si los diccionarios de griego dan pistas de búsqueda, es imprescindible conocer algo de la gramática, para saber por ejemplo que la forma ᾤμωξα ốimôksa depende del lema οἰμώζω oimốzô, «lamentarse». Mismo si el esqueleto de las dos formas es idéntico, como en el ejemplo recién expuesto, las letras en común forman la sílaba -μω- en el centro de la palabra, lo que con toda certeza dificulta las búsquedas no automatizadas en un registro.
- En las lenguas celtas, el fenómeno de las mutaciones consonánticas iniciales es notable. En el idioma galés por ejemplo, es necesario asociar garreg, charreg, o ngharreg a carreg, « piedra ». Todas esas formas resultan en efecto mutaciones consonánticas que conllevan raíces-clave como los determinantes.

## Lexicalización
Cuando una palabra simple, o una palabra compuesta, etc., entra en el léxico de una lengua, se habla de lexicalización.
Se dice por ejemplo que je-ne-sais-quoi está lexicalizado, por oposición a je ne comprends rien.
Je-ne-sais-quoi, en efecto, está dotado de una clase lexical única (obviamente es un nombre o tiene valor de tal, y al que incluso podemos hacer preceder de un artículo), y evoca un significado muy preciso. Y el significante no puede ser cambiado, o sea que debe ser usado sin variarlo en lo más mínimo.

## Terminología

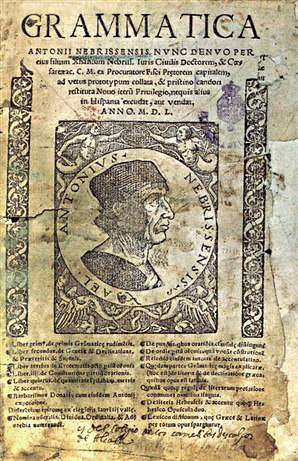
Grammatica (1492).

Las nociones de lema y de lexema corrientemente están definidas de manera diversa, explícita o implícitamente, según opinan muchos de los lingüistas y muchas de sus escuelas de pensamiento. Para algunos, lo que en este escrito llamamos lema en realidad es un lexema, y entonces el término lema en esos contextos generalmente no es empleado.
En la presente enciclopedia digital libre, o al menos en el presente artículo, y a pesar de que esta elección puede ser contestable, utilizamos los conceptos de lexema y de lema según se indica a continuación:
- El lema es la unidad autónoma del léxico;
- El lexema es el constituyente lexical, autónomo o no, de un lema.